# Mesure provisionnelle
Une mesure provisionnelle est une décision temporaire qui règle une situation juridique dans l'attente d'une décision finale.
Les mesures provisionnelles sont un moyen de sauvegarde de droit en attendant la décision de fond.

## Par pays

### Québec (Canada)
Le Code de procédure civile (Québec) définit à son article 158 des mesures de gestion, dont les mesures provisionnelles.
L'arbitre a le pouvoir de  rendre une mesure provisionnelle en vertu de l'art. 638 CPC.

### Suisse
En droit suisse, les mesures provisionnelles existent en droit civil (par exemple les mesures protectrices de l'union conjugale), en droit pénal (par exemple le séquestre) et en droit administratif (par exemple l'octroi de l'effet suspensif).
Le Code de procédure civile prévoit également, en cas d'urgence particulière, des mesures superprovisionnelles sans entendre la partie adverse (le droit d'être entendu doit néanmoins être respecté dès que possible).